# Wyatt (Missouri)
Wyatt é uma cidade localizada no estado americano de Missouri, no Condado de Mississippi.

## Demografia
Segundo o censo americano de 2000, a sua população era de 364 habitantes.
Em 2006, foi estimada uma população de 350, um decréscimo de 14 (-3.8%).

## Geografia
De acordo com o United States Census Bureau tem uma área de
3,2 km², dos quais 3,0 km² cobertos por terra e 0,2 km² cobertos por água. Wyatt localiza-se a aproximadamente 96 m acima do nível do mar.

## Localidades na vizinhança
O diagrama seguinte representa as localidades num raio de 16 km ao redor de Wyatt.